# Böhmischer Pfahl

Boehmischer Pfahl, Skizze

Der Böhmische Pfahl (tschechisch: Český křemenný val) ist eine mehr als 100 km lange und einige Kilometer breite tektonische Störungszone.
Er bildet den westlichen Rand des Eger-Tauser Grabens.

## Geographie
Der Böhmische Pfahl zieht sich von Dolní Žandov (Sandau) bei Cheb (Eger) zum Černé jezero (Schwarzen See) bei Železná Ruda (Eisenstein), Richtung Nord-Nord-West nach Süd-Süd-Ost.
Im Norden hat er einzelne Ausläufer nach Nordwesten.
Im Böhmischen Pfahl haben sich Reste der tertiären Sedimente in von Erosion geschützten Inseln erhalten.
Der verwitterungsbeständige harte Quarz bildet markante Erhebungen und Felswände.
Er prägt die Landschaft und macht sie abwechslungsreich.
Auf den Höhen wurden oft Wallfahrtskirchen oder Aussichtstürme errichtet.

## Tektonisches Geschehen
Der Böhmische Pfahl trennt zwei Regionen der Böhmischen Masse.
Die Region westlich des Pfahls wurde angehoben.
Dadurch gelangen tiefere Horizonte an die Oberpfläche.
Die Region östlich des Pfahls ist abgesunken und bildet den Grabenraum.
Auf ihr erhielten sich Krustensegmente.
Vor ungefähr 570 Millionen Jahren, an der Grenze von Proterozoikum und Paläozoikum, drang entlang des Böhmischen Pfahls Basisches Gestein ein und bildete folgende Massive:
- das Neugedeiner Massiv (korábský masív)[3]
- das Ronsperger Massiv (poběžovický masív)[2][4]
- das Načetínský Massiv[5]
- das Mutěnínský Massiv.[6][7]

Vor 320 bis 280 Millionen Jahren (Karbon, Perm), während der Variszischen Orogenese, drang entlang des Böhmischen Pfahls granitisches Gestein ein und bildete folgende Massive:
- Stodsky Massiv[8]
- Borsky Massiv
- Sedmihorsky Massiv (Siebenberge)[9]
- Babylonsky Massiv.

## Gesteine und Erze
In der unmittelbaren Umgebung des Böhmischen Pfahls wurden die Gesteine phyllonitisiert.
Bei diesen Gesteinen handelte es sich vorwiegend um Gneise und Granite.
Durch die Hebung der westlichen Seite und die Senkung der östlichen Seite wirkten starke Scherkräfte bei gleichzeitig hohen Temperaturen auf das Gestein.
Durch diese Vorgänge veränderten sich die Gesteine:
- Plagioklase wurden albitisiert und serizitisiert
- Biotit beziehungsweise Amphibol wurde chloritisiert
- es wuchsen neu Muskovit und Quarz.[1]

Besonders im Norden finden sich im Böhmischen Pfahl Kupfer- und Uranerze.
Außerdem kommen Mangan und Eisen vor.
Im Süden überwiegt der Quarz.
Der Böhmische Pfahl bildet ein System kleiner Quarzkörper.
Diese sind 5 bis 40 Meter breit und mehrere hundert Meter bis einige Kilometer lang.
Der Quarz ist nicht älter als 300 bis 280 Millionen Jahre.
Weitere tektonische Bewegungen im Bereich des Böhmischen Pfahls fanden zwischen Oligozän und Miozän statt.
Auch in der Gegenwart gibt es noch kleine Erdbeben bis zur Stufe vier der Richterskala, besonders an der Kreuzung des Egergrabens mit dem Eger-Tauser-Graben.⊙

## Naturdenkmäler und Aufschlüsse im Bereich des Böhmischen Pfahls

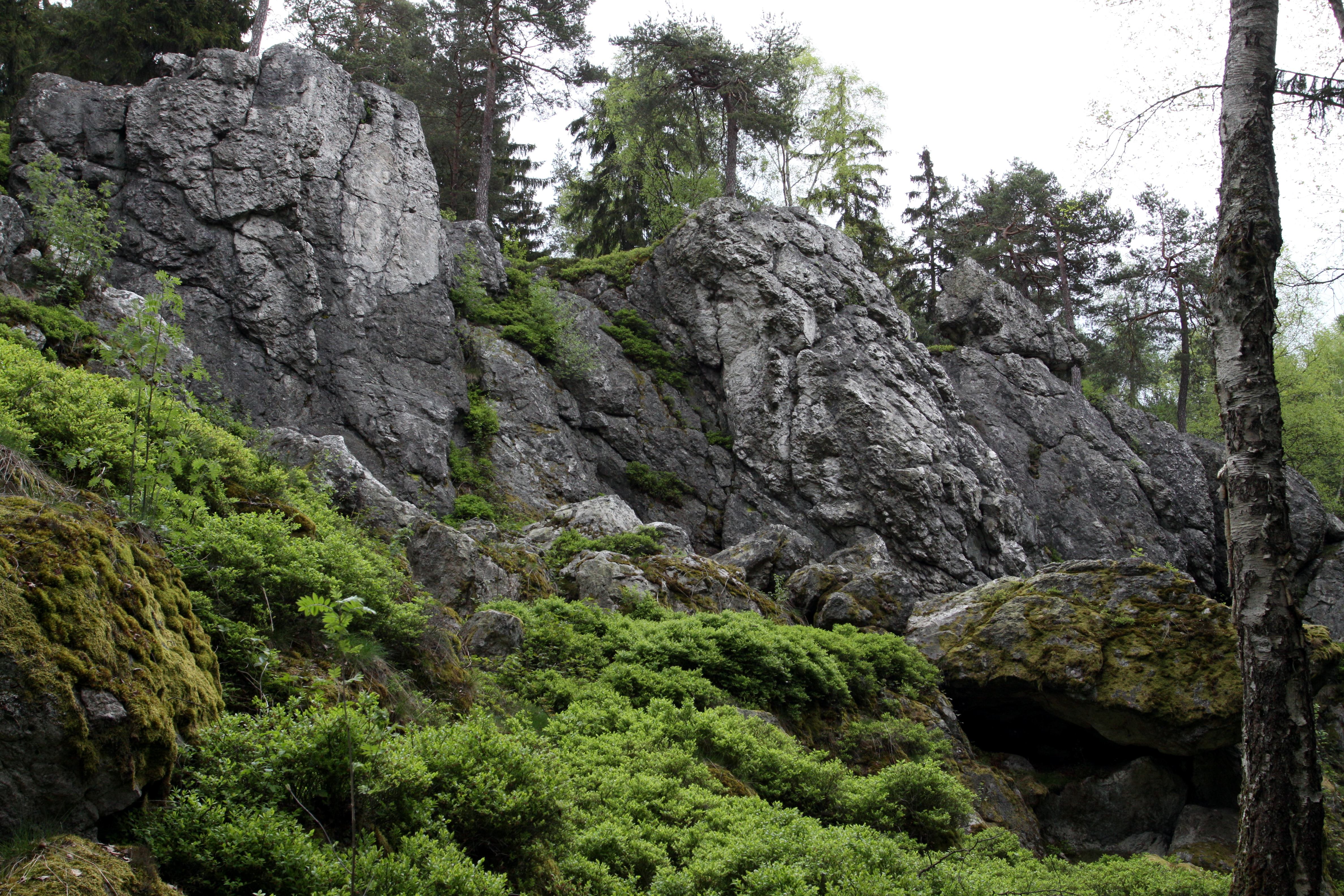
Goethe-Felsen bei Eger, nördliches Ende des Böhmischen Pfahls

### Goethe-Felsen
Der Goethe-Felsen bei Skalka (Rommersreuth)⊙ ist ein ausgewiesenes Naturdenkmal (Nr. 352).
Er befindet sich nördlich von Hazlov (Haslau), westlich der Straße von Skalka nach Výhledy (Steingrün).
Der Goethe-Felsen ist eine 1 km lange Felswand mit einem 15 m hohen Quarzkamm, Nord-Süd-Richtung.
Er liegt am nördlichen Ende des Böhmischen Pfahls.
Die Quarzader ist umgeben von Doppelglimmergraniten (Doppelglimmergranit: Biotit und Muskovit sind gleichzeitig im Gestein vorhanden) des Smrčina-Massivs.

### Steinbruch bei Poběžovice
Der Steinbruch bei Poběžovice (Ronsperg)⊙ ist ein ausgewiesenes Naturdenkmal (Nr. 453).
Er befindet sich westlich von Poběžovice an der Straße nach Mnichov (Münchsdorf) beim Abzweig nach Hvožďany (Hoslau).
Im Westen des Böhmischen Pfahls befindet sich hier das Gabbro-Massiv von Načetín.
Im Osten lagern die Diorite des Ronsperger Massivs und im Südwesten befindet sich Migmatit.
150 Meter weiter nördlich finden sich basische Gesteine.
Sie sind in Richtung des Pfahls serpentinisiert.
Ein grüngrauer massiver Quarz  mit jüngeren weißen Quarzadern bildet die Grundmasse.
Der grünliche Farbton stammt von einer feinen Pyritimpregnation.

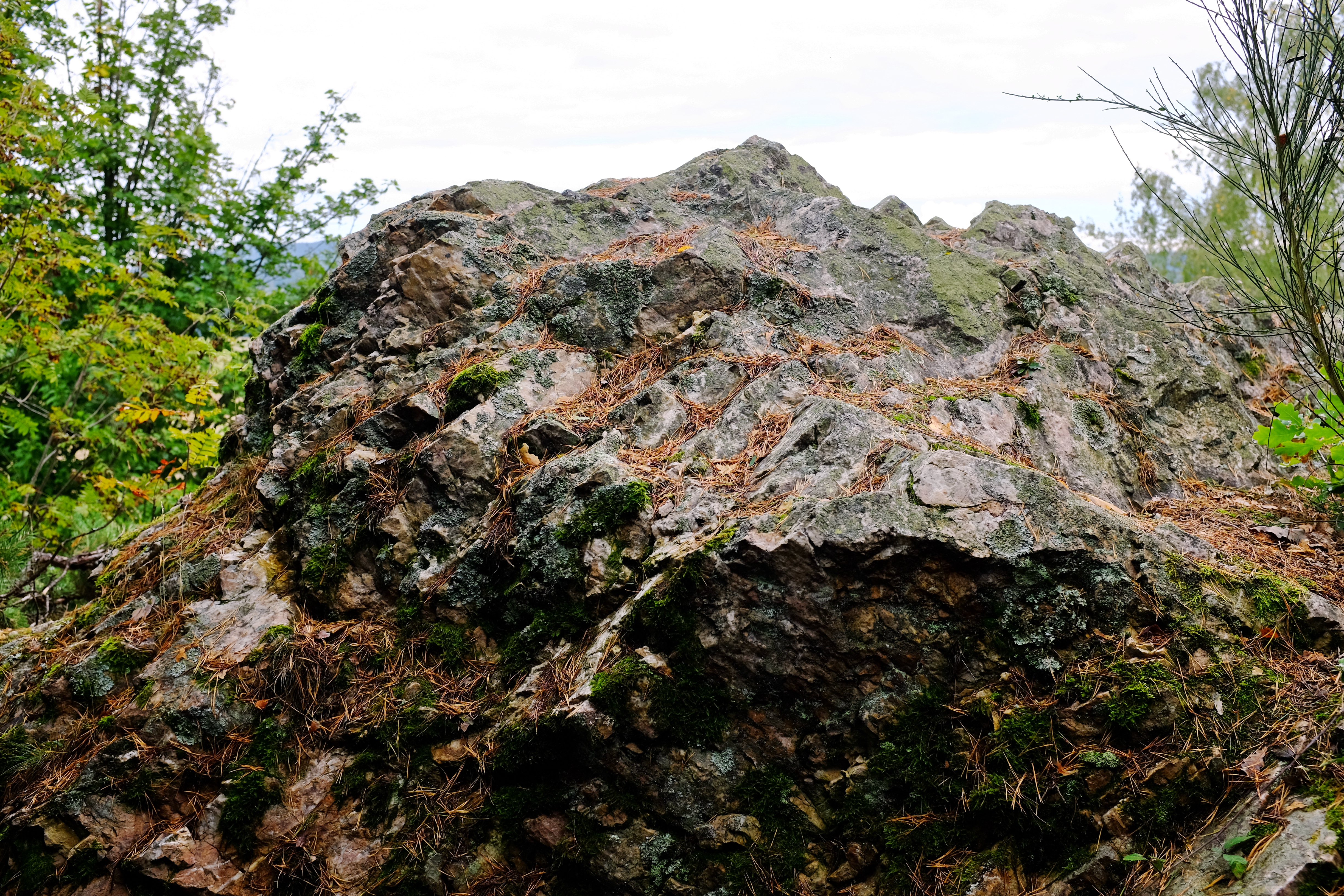
Böhmischer Pfahl, Chodovské skály bei Chodov u Domažlic

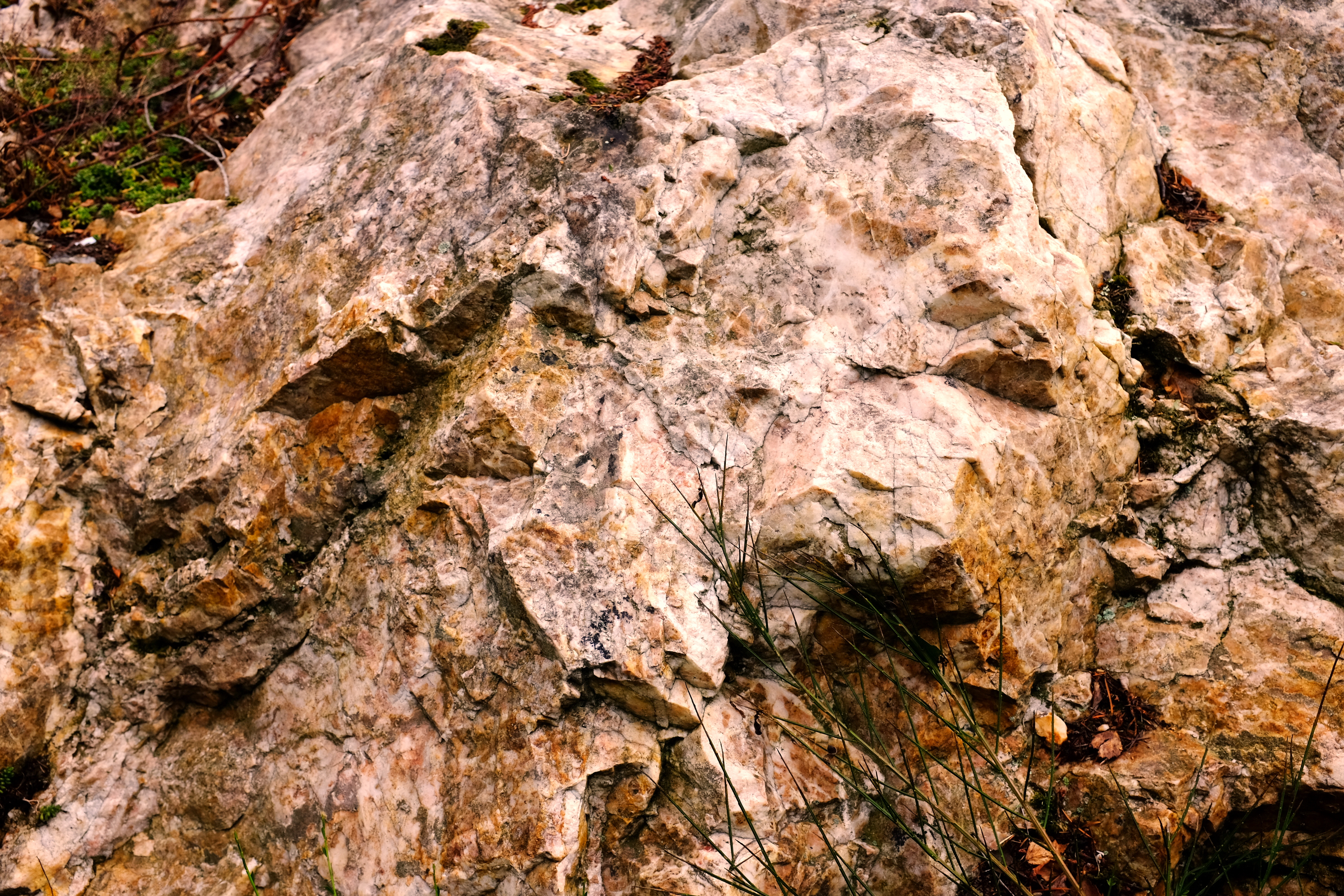
Böhmischer Pfahl, Chodovské skály bei Chodov u Domažlic, Quarzgestein

### Chodov-Felsen
Die Chodov-Felsen (Chodovské skály)⊙ sind ein ausgewiesenes Naturdenkmal (Nr. 452).
Sie befinden sich südlich von Chodov an der Straße nach Pec.
Die Chodov-Felsen bilden eine bis 20 Meter hohe Quarz-Wand.
Das Geotop beginnt nordöstlich von Chodov, wo sich Tauser Kristallin aus Muskovit-Biotit-Gneis befindet, das nicht geschmolzen wurde.
In den Chodov-Felsen finden sich Stücke phyllonitisierter Gneise und Granite des Babylon-Massivs.
Der Quarz ist brekzienartig strukturiert.
Er besteht aus älteren weißgrauen, gelblichen und rosa Teilen und jüngeren weißen mit kleinen klaren Bergkristallen.
Die rhythmisch gewachsenen Drusen sind teilweise von schwarzem Psilomelan bedeckt.
Limonit und Hämatit kommen ebenfalls vor.
Der tschechische Geologe Zdenek Vejnar unterschied drei Etappen der Quarzbildung:
Zuerst entstand kompakter Quarz aus den hydrothermalen Lösungen.
Dann wurde dieser kompakte weißgraue, gelbliche und rosane Quarz zerbrochen.
Eine jüngere weiße Quarz-Lösung verkittete den zerbrochenen Quarz.
Schließlich drang bei niedriger Temperatur Mangan ein.

### Sokols Aussicht
Sokols Aussicht (Sokolova vyhlídka)⊙ ist ein ausgewiesenes Naturdenkmal (Nr. 437 in der Datenbank des Tschechischen Geologischen Dienstes, Česká geologická služba).
Sie befindet sich 1,5 km südöstlich von Pec (Hochofen) und 1,7 km südwestlich von Babylon (Babilon, Parisau).
Sie besteht aus einem 500 m langen und 70 m breiten Quarzrücken in Nord-Süd-Richtung.
Dieser Quarzrücken ist Teil des Böhmischen Pfahls.
Im Westen von ihm befinden sich Sillimanit-Biotit-Migmatite.
Im Osten lagern die Granite des Babylon-Massivs.
Sokols Aussicht ist nach dem tschechischen Geologen Rudolf Sokol (1873–1927) benannt, der als Vater der Pfahlforschung gilt.

### Klamm bei Česká Kubice
Etwa 1 km nordwestlich von Česká Kubice fließt die Warme Pastritz in einer Klamm am südlichen Fuße des Na Podkově (Am Hufeisen; 588 m n.m.) vorbei.⊙
Die Klamm durchschneidet den Böhmischen Pfahl in Ost-West-Richtung.
In ihr sind beim Na-Podkově-Wasserfall die Gesteine des Böhmischen Pfahls freigelegt.
Von Ost nach West zeigen sich phyllonisierter Gneis, dann Amphibolit, und den Boden des Flussbettes bildet der ursprüngliche Granit des babylonischen Massivs.
Dieser Aufschluss ist ein ausgewiesenes Naturdenkmal (Nr. 454).

## Vergleich mit dem Bayerischen Pfahl
- Richtung: Der Böhmische Pfahl verläuft von Nordnordwest nach Südsüdost, während der Bayerische Pfahl von Nordwest nach Südost verläuft.
- Erzvorkommen: Der Böhmische Pfahl weist besonders im Norden bedeutende Erzvorkommen auf, der Bayerische Pfahl nicht.
- Phyllonitisierung: Die Nachbargesteine des Böhmischen Pfahls sind in über einem Kilometer Breite phyllonitisiert. Es treten außer klassischen Pfahlschiefern auch Augengneise auf. Diese kommen in Bayern auch vor, aber nicht im Bereich des Bayerischen Pfahls.[1]